# Histoire philatélique et postale de la Turquie
Niveau d'avancement.
Simple mise en place d'une page charnière pour l'histoire postale du Moyen-Orient.
Ceci est une introduction à l'histoire postale et philatélique de la Turquie.

## L'Empire ottoman

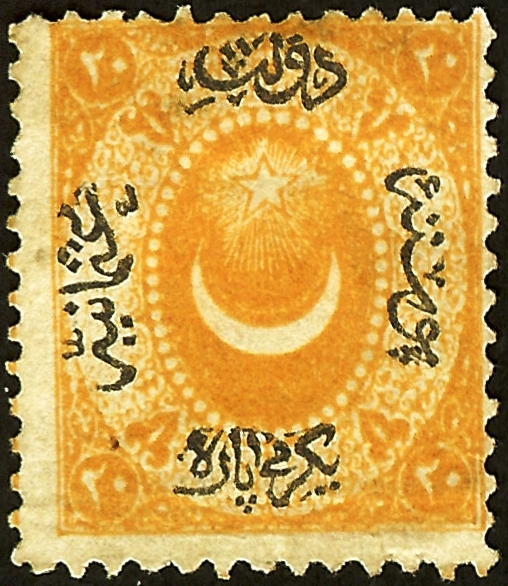
Tibre de 20 para de l’empire Ottoman 1865.

### Les bureaux étrangers en Turquie

#### İstanbul / Constantinople
Un bureau français a été ouvert à İstanbul, alors connu avec la dénomination Constantinople en 1799.
À partir de 1862, les timbres français y étaient utilisés avec l'oblitération par losange petits chiffres de numéro 3707. Par la suite le cachet gros chiffres 5083 a été utilisé.
Un bureau britannique a été ouvert en 1857. Dans un premier temps les timbres de Grande-Bretagne ont été utilisés avec une oblitération par un cachet comportant un C majuscule (pour CONSTANTINOPLE) ou un cachet circulaire « BRITISH POST OFFICE CONSTANTINOPLE ». En 1887, un autre bureau a été ouvert avec la dénomination Stamboul il utilisait un cachet avec un S majuscule ou la marque circulaire : « BRITISH POST OFFICE STAMBOUL ».

## Du démantèlement de l'Empire ottoman à la République
À la fin de la Première Guerre mondiale, l'Empire ottoman, qui appartenait au camp des puissances centrales est démantelé. La Turquie vit alors une période de transition jusqu'à la proclamation de la république.

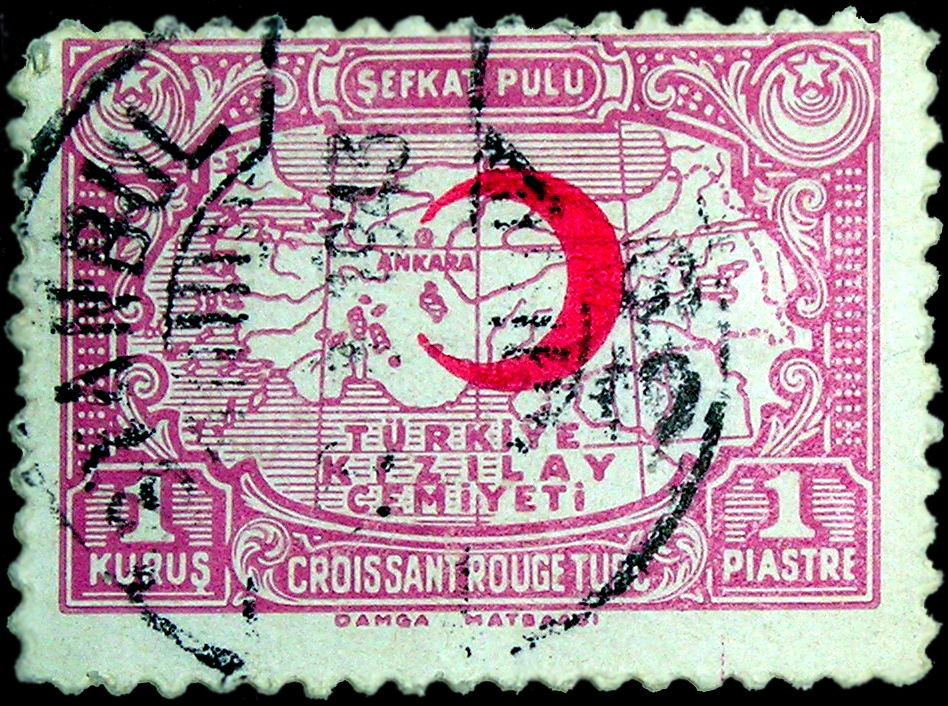
Timbre turc de bienfaisance au profit du Croissant-Rouge représentant une carte du pays, émis en 1928 et oblitéré à Istanbul en 1943